# Vånga (Norrköping)
Vånga is een plaats in de gemeente Norrköping in het landschap Östergötland en de provincie Östergötlands län in Zweden. De plaats heeft 223 inwoners (2005) en een oppervlakte van 31 hectare. In de plaats staat een tussen 1862 en 1864 gebouwde kerk in de neogotische bouwstijl, ook is er een school in de plaats te vinden. Het meer Roxen ligt iets ten zuiden van het dorp.